# Kōfuku-ji
Il Kōfuku-ji (興福寺) è un complesso templare buddhista situato nella città di Nara, nella omonima prefettura, in Giappone.  È il tempio di famiglia dei Fujiwara (藤原氏, Fujiwara-shi) e il tempio principale del buddismo Hossō-shū (法相宗). È anche chiamato, insieme a Enryaku-ji (延暦寺), Nanto-Hokurei (南都北嶺), un termine che designa i due templi più potenti durante il periodo Heian: Kōfuku-ji a sud (Nanto, città meridionale) e Enryaku-ji sul monte Hiei, a nord (Hokurei, picco settentrionale). Dal 1998, il tempio è uno dei monumenti storici dell'antica Nara elencato come patrimonio dell'umanità dell'UNESCO.

## Storia
Fu fondato dalla nobildonna Kagami no Ōkimi nel 669 a Yamashima, oggi un distretto della municipalità di Kyoto, alla morte del marito Fujiwara no Kamatari. Il nome originale del complesso fu di Yamashina-dera. Al suo interno, Kagami fece installare una rappresentazione del Buddha Shakyamuni che il coniuge defunto aveva ordinato dopo la vittoria ottenuta contro il clan Soga nel 645. Il tempio fu spostato a Fujiwara kyō, prima di essere nuovamente smontato e ricostruito a Nara da Fujiwara no Fuhito nel 710, divenendo uno tra i primi stabilimenti religiosi della nuova capitale.

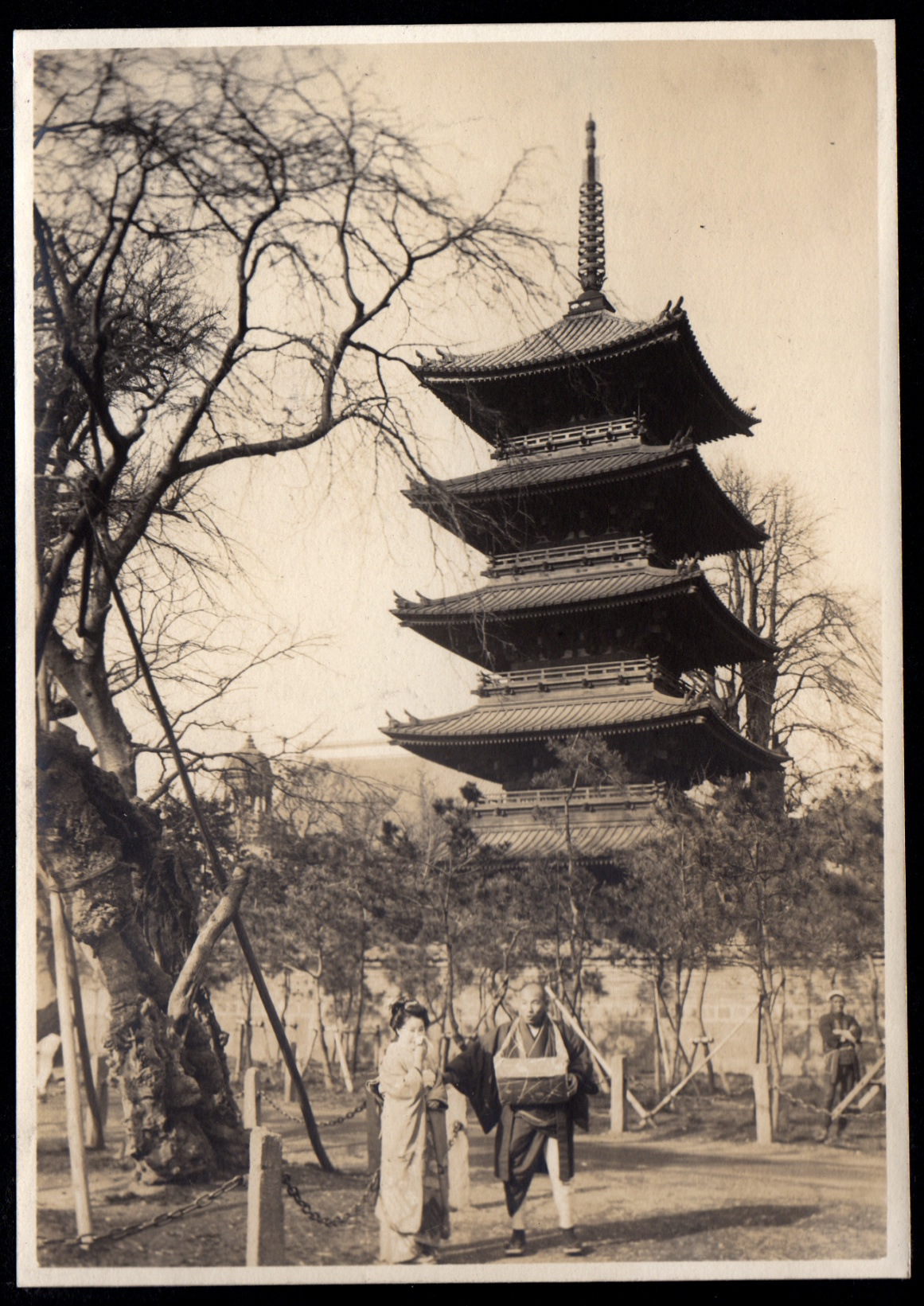
Kofuku-ji nel 1911

Il Kōfuku-ji bruciò numerose volte, destino tragico di molti monumenti storici giapponesi costruiti in legno. Nel 1180 andò a fuoco contemporaneamente al complesso templare Tōdai-ji (東大寺), durante le guerre che punteggiarono la fine dell'era Heian. In tale periodo i capi del clan Fujiwara, che dominavano a corte, demandarono ai monaci del Kōfuku-ji il controllo politico sulla provincia di Yamato. Le architetture attuali risalgono dunque alle successive epoche Kamakura e Muromachi, durante le quali lo shogunato considerava il complesso come il centro politico di Yamato, sulla quale esercitava anche la funzione di protezione.
A questa epoca, molti figli dei nobili venivano educati al Kōfuku-ji, cosa che provocò dei conflitti tra i vari clan i cui giovani vi erano ammessi, come quelli tra l'Ichijō-in (一乗院) della famiglia Konoe (近衛家, Konoe-ke) e il Daijō-in (大乗院) della famiglia Kujō (九条家, Kujō-ke). Contrariamente al Tōdai-ji, la cui ricostruzione fu influenzata dell'architettura cinese del periodo Song, il Kōfuku-ji fu restaurato nel suo stile iniziale (wayō). 
Fu particolarmente colpito dalla politica anti-Buddhista dell'inizio dell'era Meiji, durante la quale la maggior parte delle sue proprietà furono confiscate. Negli ultimi anni i monaci del Kōfuku-ji hanno tentato di recuperare quanto è andato perduto e di far tornare il complesso allo splendore dei tempi precedenti al Meiji.

## I monumenti

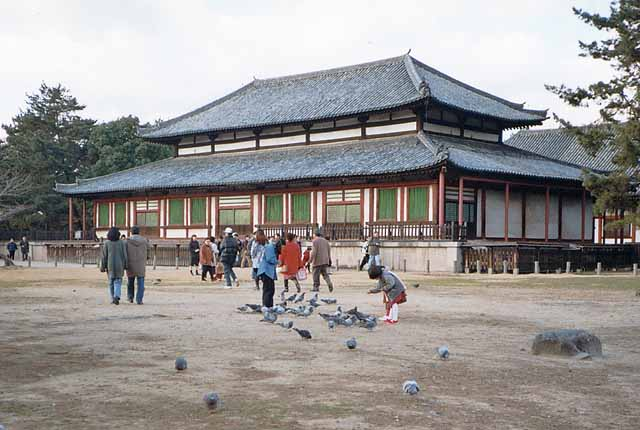
Il Kondō-chū

Vecchi edifici:
- L'hokuendō (北円堂) è un piccolo padiglione ottagonale eretto a Nord dell'edificio principale nel 721, su richiesta delle imperatrici Genmei e Genshō, in occasione del primo anniversario dal decesso di Fujiwara no Fuhito. L'edificio attuale risale al 1240 e fu ricostruito secondo le proporzioni dell'epoca Nara. Contiene attualmente molte sculture di Unkei ed è classificato Tesoro Nazionale.
- Il sanjū-no-tō (三重の塔, pagoda a tre piani) fu importato dal tempio imperiale nel 1143 su ordine dell'imperatore Sutoku, quando fece ricostruire i templi dopo l'incendio del 1180. La costruzione beneficiò delle geniali soluzioni dell'architettura del periodo Kamakura, rimarcabili nella relativa luminosità degli interni, ottenuta grazie all'installazione di finestre graticolate, e nella struttura stessa, unica nel suo genere: il pilastro centrale, fermato al secondo piano, è rimpiazzato da una colonna più sottile che appoggia su un pavimento sostenuto da altre quattro colonne. Tutti questi elementi sono dipinti con immagini del Buddha. L'edificio è stato nominato Tesoro Nazionale.
- Il tō-kondō (東金堂, kondō dell'Est) fu eretto nel 726 dall'imperatore Shōmu, nella speranza di ottenere la guarigione dell'anziana imperatrice Genshō. Dopo due distruzioni nel 1017 e nel 1046, e due ricostruzioni nel 1027 e nel 1049, fu di nuovo incendiato nel 1180 dai Taira. Lo shogunato di Kamakura lo fece ricostruire nel 1185, ma subì due ulteriori incendi nel 1356 e nel 1411. L'edificio attuale è del 1415 ed è a sua volta classificato Tesoro Nazionale.

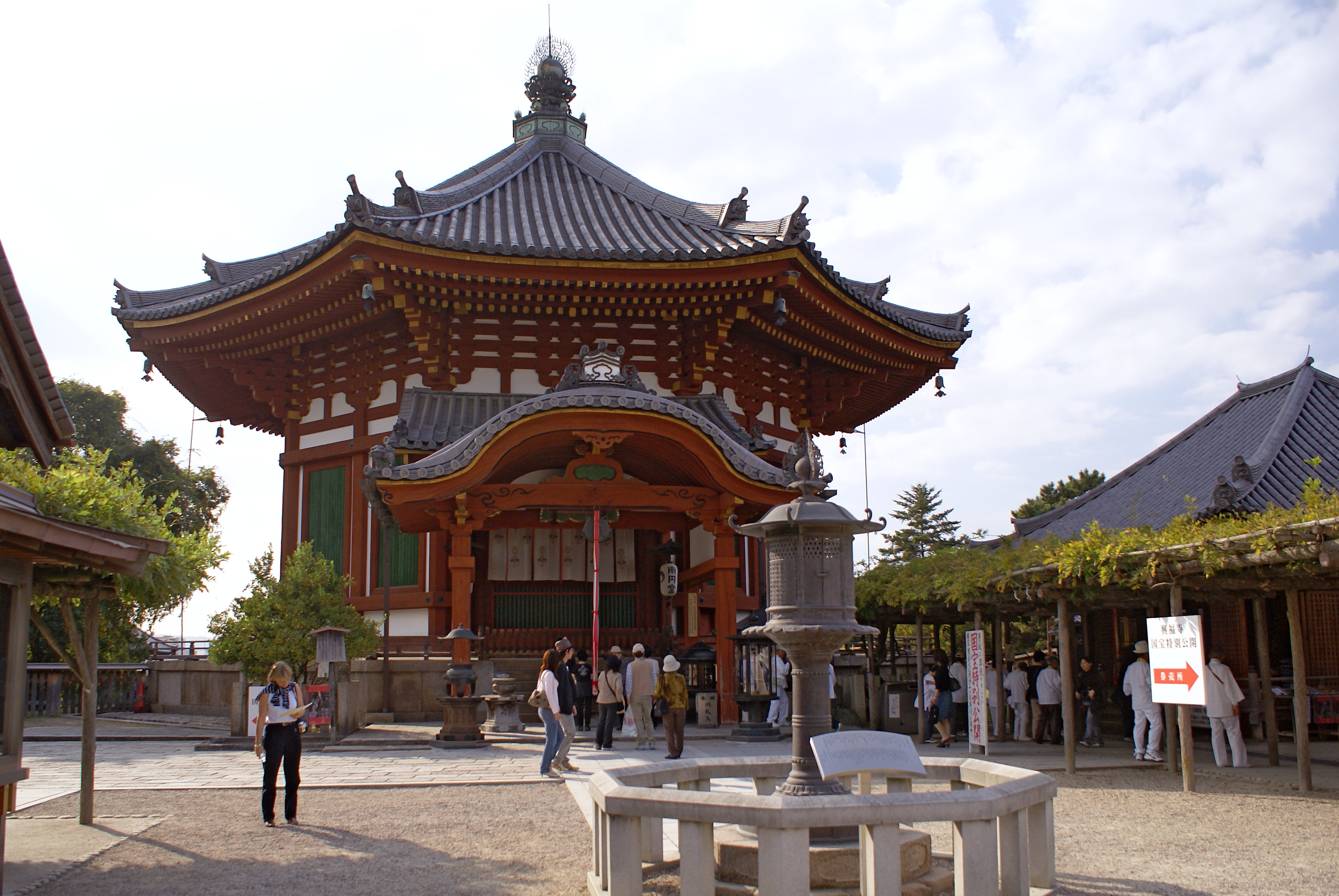
Il nanendō

- Il gojū-no-tō (五重の塔, pagoda a cinque piani) fu realizzato secondo il desiderio dell'imperatrice Komyō, coniuge dell'imperatore Shōmu, e completato nel 730. Questa pagoda è alta 50 metri circa, una delle più alte del Giappone. Fu molte volte colpita da fulmini, incendiata e distrutta (1017, 1060, 1180, 1356 e 1411), e fu ogni volta ricostruita (1031, 1078, 1205, 1388 e 1426) nel classico stile « alla giapponese » del tō-kondō. La sottigliezza dei suoi elementi testimonia l'influenza architettonica dell'era Muromachi. È considerato Tesoro Nazionale.
- Il nanendō (南円堂), edificio ugualmente ottagonale a sud dell'edificio principale, fu fondato nell'anno 813 da Fujiwara no Fuyutsugu e ricostruito nel 1789. La sua lanterna di bronzo è rimasta però quella originale. È aperto al pubblico solamente il 17 ottobre.
- Il chū-kondō (中金堂, kondō centrale) fu realizzato tra il 710 e il 714, su richiesta di Fujiwara no Fuhito. La struttura attuale, che è del 1811, ha sofferto l'usura del tempo e non è più funzionale. Le venerate statue che conteneva sono state spostate per evitarne il deterioramento. Si trovano ora nel monumento attiguo situato a nord.
- L' ōyuya (大湯屋, sala del bagno), ricostruita durante il periodo Muromachi (1426), contiene due grandi vasi di ferro destinati a ricevere l'acqua calda.
- Il bodai-in ōmidō (菩提院大御堂) attuale risale al 1580, ma fu inizialmente eretto durante l'era Nara. Contiene importanti statue tra cui il Fukukensaku Kannon. È frequentemente citato nei racconti tradizionali giapponesi sotto il nome di Sala delle Trenta Campane.

Di recente costruzione:
- Il kokuhōkan (国宝館, Museo dei Tesori Nazionali) fu costruito nel 1959 per ospitare le statue, i dipinti, i libri e i documenti storici che sono considerati Tesoro Nazionale. È stato eretto allo scopo di preservare i capolavori e permettere al pubblico di apprezzare gli artefatti buddhisti.